# Cselgáncs az 1984. évi nyári olimpiai játékokon
Az 1984. évi nyári olimpiai játékokon cselgáncsban nyolc versenyszámban avattak olimpiai bajnokot.

## Éremtáblázat
| Az 1984. évi nyári olimpiai játékok éremtáblázata cselgáncsban | Az 1984. évi nyári olimpiai játékok éremtáblázata cselgáncsban | Az 1984. évi nyári olimpiai játékok éremtáblázata cselgáncsban | Az 1984. évi nyári olimpiai játékok éremtáblázata cselgáncsban | Az 1984. évi nyári olimpiai játékok éremtáblázata cselgáncsban | Olimpia  |
| -------------------------------------------------------------- | -------------------------------------------------------------- | -------------------------------------------------------------- | -------------------------------------------------------------- | -------------------------------------------------------------- | -------- |
|                                                                | Ország                                                         | Arany                                                          | Ezüst                                                          | Bronz                                                          | Összesen |
| 1.                                                             | Japán (JPN)                                                    | 4                                                              | 0                                                              | 1                                                              | 5        |
| 2.                                                             | Dél-Korea (KOR)                                                | 2                                                              | 2                                                              | 1                                                              | 5        |
| 3.                                                             | NSZK (FRG)                                                     | 1                                                              | 0                                                              | 2                                                              | 3        |
| 4.                                                             | Ausztria (AUT)                                                 | 1                                                              | 0                                                              | 1                                                              | 2        |
|                                                                |                                                                |                                                                |                                                                |                                                                |          |
| 5.                                                             | Brazília (BRA)                                                 | 0                                                              | 1                                                              | 2                                                              | 3        |
| 5.                                                             | Franciaország (FRA)                                            | 0                                                              | 1                                                              | 2                                                              | 3        |
| 5.                                                             | Nagy-Britannia (GBR)                                           | 0                                                              | 1                                                              | 2                                                              | 3        |
| 8.                                                             | Egyesült Államok (USA)                                         | 0                                                              | 1                                                              | 1                                                              | 2        |
| 9.                                                             | Egyiptom (EGY)                                                 | 0                                                              | 1                                                              | 0                                                              | 1        |
| 9.                                                             | Olaszország (ITA)                                              | 0                                                              | 1                                                              | 0                                                              | 1        |
|                                                                |                                                                |                                                                |                                                                |                                                                |          |
| 11.                                                            | Románia (ROU)                                                  | 0                                                              | 0                                                              | 2                                                              | 2        |
| 12.                                                            | Izland (ISL)                                                   | 0                                                              | 0                                                              | 1                                                              | 1        |
| 12.                                                            | Kanada (CAN)                                                   | 0                                                              | 0                                                              | 1                                                              | 1        |
|                                                                |                                                                |                                                                |                                                                |                                                                |          |
| Összesen                                                       | Összesen                                                       | 8                                                              | 8                                                              | 16                                                             | 32       |

## Érmesek
| Az 1984. évi nyári olimpiai játékok érmesei cselgáncsban |                                                |                                                  |                                                 |
| Versenyszám                                              | Arany                                          | Ezüst                                            | Bronz                                           |
| Abszolút kategória                                       | Jamasita Jaszuhiro · Japán (JPN)               | Mohamed Ali Rashwan · Egyiptom (EGY)             | Mihai Cioc · Románia (ROU)                      |
| Abszolút kategória                                       | Jamasita Jaszuhiro · Japán (JPN)               | Mohamed Ali Rashwan · Egyiptom (EGY)             | Arthur Schnabel · NSZK (FRG)                    |
| Nehézsúly +95 kg                                         | Szaitó Hitosi · Japán (JPN)                    | Angelo Parisi · Franciaország (FRA)              | Mark Berger · Kanada (CAN)                      |
| Nehézsúly +95 kg                                         | Szaitó Hitosi · Japán (JPN)                    | Angelo Parisi · Franciaország (FRA)              | Cso Jongcshol (Jo Yong-cheol) · Dél-Korea (KOR) |
| Félnehézsúly 95 kg                                       | Ha Hjongdzsu (Ha Hyeong-ju) · Dél-Korea (KOR)  | Douglas Vieira · Brazília (BRA)                  | Bjarni Friðriksson · Izland (ISL)               |
| Félnehézsúly 95 kg                                       | Ha Hjongdzsu (Ha Hyeong-ju) · Dél-Korea (KOR)  | Douglas Vieira · Brazília (BRA)                  | Günther Neureuther · NSZK (FRG)                 |
| Középsúly 86 kg                                          | Peter Seisenbacher · Ausztria (AUT)            | Robert Berland · Egyesült Államok (USA)          | Wálter Carmona · Brazília (BRA)                 |
| Középsúly 86 kg                                          | Peter Seisenbacher · Ausztria (AUT)            | Robert Berland · Egyesült Államok (USA)          | Nosze Szeiki · Japán (JPN)                      |
| Váltósúly 78 kg                                          | Frank Wieneke · NSZK (FRG)                     | Neil Adams · Nagy-Britannia (GBR)                | Mircea Frăţică · Románia (ROU)                  |
| Váltósúly 78 kg                                          | Frank Wieneke · NSZK (FRG)                     | Neil Adams · Nagy-Britannia (GBR)                | Michel Nowak · Franciaország (FRA)              |
| Könnyűsúly 71 kg                                         | An Bjonggun (An Byeong-geun) · Dél-Korea (KOR) | Ezio Gamba · Olaszország (ITA)                   | Kerrith Brown · Nagy-Britannia (GBR)            |
| Könnyűsúly 71 kg                                         | An Bjonggun (An Byeong-geun) · Dél-Korea (KOR) | Ezio Gamba · Olaszország (ITA)                   | Luiz Onmura · Brazília (BRA)                    |
| Harmatsúly 65 kg                                         | Macuoka Josijuki · Japán (JPN)                 | Hvang Dzsongo (Hwang Jeong-Oh) · Dél-Korea (KOR) | Marc Alexandre · Franciaország (FRA)            |
| Harmatsúly 65 kg                                         | Macuoka Josijuki · Japán (JPN)                 | Hvang Dzsongo (Hwang Jeong-Oh) · Dél-Korea (KOR) | Josef Reiter · Ausztria (AUT)                   |
| Légsúly 60 kg                                            | Hoszokava Sindzsi · Japán (JPN)                | Kim Dzsejop (Kim Jae-Yeop) · Dél-Korea (KOR)     | Neil Eckersley · Nagy-Britannia (GBR)           |
| Légsúly 60 kg                                            | Hoszokava Sindzsi · Japán (JPN)                | Kim Dzsejop (Kim Jae-Yeop) · Dél-Korea (KOR)     | Edward Liddie · Egyesült Államok (USA)          |